# Meagan Tandy

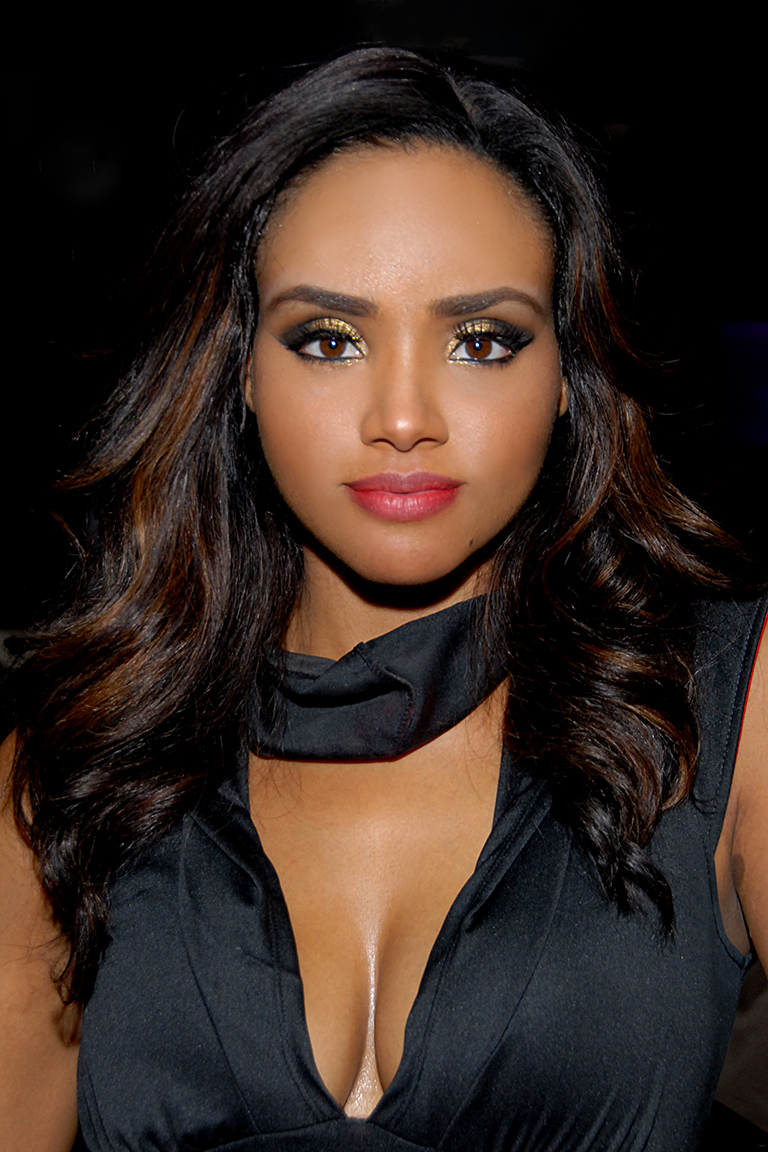
Meagan Tandy (2015)

Meagan Tandy (* 3. Mai 1985 in Fremont, Kalifornien) ist eine US-amerikanische Schauspielerin und Model.

## Leben
Meagan ist eine Absolventin des Chaffey College, wo sie sich auf Filmproduktion und Unternehmensführung konzentrierte. Danach ging sie an die California State Polytechnic University, Pomona, wo sie einen Abschluss in Betriebswirtschaft und Marketing machte.
Im Jahr 2007 wurde sie zur Miss California gekürt. Bei dem Contest zur Miss USA belegte sie im gleichen Jahr den Rang 3.
Seit 2008 tritt Tandy als Schauspielerin in Film und vor allem Fernsehen in Erscheinung. Ihr Schaffen umfasst mehr als zwei Dutzend Produktionen. Längere Engagements hatte sie in den Serien Teen Wolf (2013 bis 2016) und Survivor's Remorse (2015 bis 2017). Seit 2019 ist sie in Batwoman zu sehen.

## Filmografie (Auswahl)
- 2010: Unstoppable – Außer Kontrolle (Unstoppable)
- 2010: 10 Dinge, die ich an dir hasse (10 Things I Hate About You, Fernsehserie, Episode 1x18 Changes)
- 2011: Single Ladies (Fernsehserie, Episode 1x07 Take Me to the Next Phase)
- 2012: Jane by Design (Fernsehserie, 13 Episoden)
- 2012: Piranha 2 (Piranha 3DD)
- 2013: Dr. Dani Santino – Spiel des Lebens (Necessary Roughness, Episode 3x08 The Game's Afoot)
- 2013: Baby Daddy (Fernsehserie, Episode 2x09 All's Flair in Love and War)
- 2013–2016: Teen Wolf (Fernsehserie, 18 Episoden)
- 2014: Stalker (Fernsehserie, Episode 1x05 The Haunting)
- 2014: Navy CIS: L.A. (NCIS: Los Angeles,  Fernsehserie, Episode 6x07 Leipei)
- 2015–2017: Survivor's Remorse (Fernsehserie, 16 Episoden)
- 2016: UnREAL (Fernsehserie, 10 Episoden)
- 2017: The Mayor (Fernsehserie, Episode 1x06 Will You Accept This Rose?)
- 2017: 9JKL (Fernsehserie, Episode 1x10 The Family Plot)
- 2018: Charmed (Fernsehserie, 2 Episoden)
- 2019: The Trap
- 2019: Always a Bridesmaid
- 2019–2022: Batwoman (Fernsehserie, 49 Episoden)
- 2022: Stalked Within